# Paul Cérésole
Paul Cérésole (Friedrichsdorf (Hessen), 16 november 1832 - Lausanne, 7 januari 1905) was een Zwitsers advocaat en politicus.

## Biografie
Paul Cérésole was advocaat in Vevey en Lausanne, daarnaast was hij ook voorzitter van de Liberale Partij van het kanton Vaud. Hij wist in die laatste functie een alliantie te bewerkstelligen tussen de conservatieven, het centrum (waartoe hij zelf behoorde) en de radicalen (links). In 1861 werd Paul Cérésole in de grondwetgevende vergadering van het kanton Vaud gekozen. In 1862 werd hij lid van de Grote Raad van Vaud, waartoe hij, met onderbrekingen, tot 1898 toe bleef behoren. Van 1862 tot 1866 was hij lid van de Staatsraad van het kanton Vaud. Hij beheerde het departement van Militaire Zaken en Justitie en Politie. Hij organiseerde het opperbevel van het kanton.
Paul Cérésole was van 1866 tot 1870 en van 1893 tot 1899 lid van de Nationale Raad (tweede kamer federaal parlement) en van 1867 tot 1870 was hij bondsrechter.
Paul Cérésole werd op 1 januari 1870 in de Bondsraad gekozen. Hij bleef in de Bondsraad tot 31 december 1875. Tijdens zijn ambtstermijn beheerde hij de volgende departementen:
- Departement van Financiën (1870-1871)
- Departement van Militaire Zaken (1872)
- Departement van Politieke Zaken (1873)
- Departement van Justitie en Politie (1874-1875)

Paul Cérésole was in 1872 vicepresident en in 1873 bondspresident.
Na zijn aftreden uit de Bondsraad nam hij zitting in de directie van de Simplon Spoorwegmaatschappij (tot 1886).
Zijn zoon, Pierre Cérésole, werd bekend als oprichter van de Service Civil International.